# Château de Champorcher
Le château de Champorcher, connu également comme tour des seigneurs de Bard ou comme tour de Champorcher, est un château valdôtain. Il se situe au chef-lieu de Champorcher.
Il a toujours exercé une fonction de défense, à la différence de la plupart des manoirs valdôtains, qui ont été utilisés également comme des résidences. La tour constitue le seul élément conservé du château original du XIVe siècle. Au Moyen Âge, elle était utilisée comme tour de signalisation. Aujourd'hui, elle est le symbole de Champorcher.

## Architecture
La structure originale du XIe siècle aurait été bâtie en bois, mais elle ne nous est pas parvenue.
La tour actuelle est le donjon remontant au XIVe siècle, elle mesure environ 15 mètres de haut avec des merlons en queue d'aronde. Elle était couverte avec des tuiles en bois. Le portail est relevé comme pour la plupart des manoirs valdôtains pour des raisons de défense, à 4 mètres du sol. 

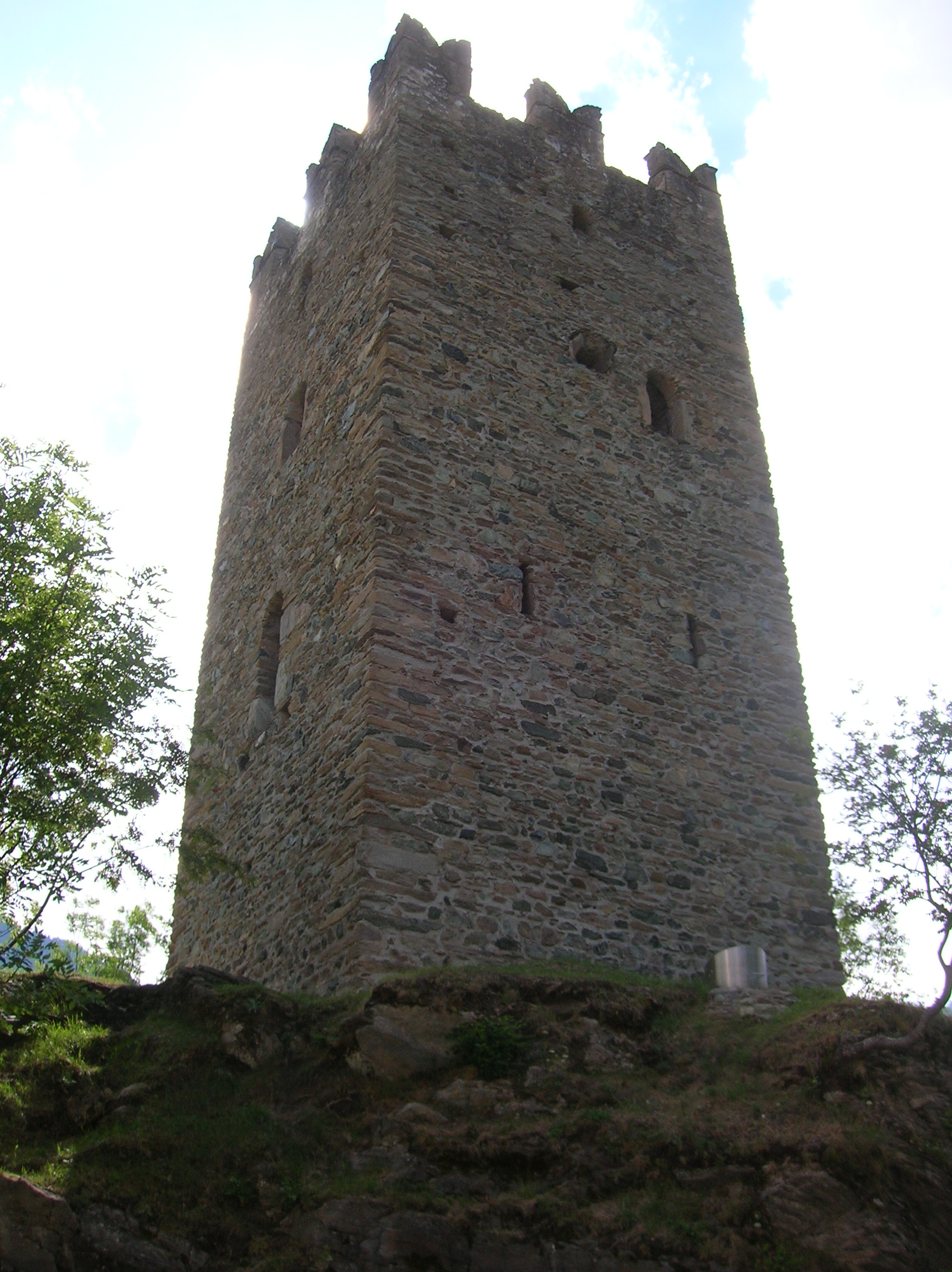
Le donjon.

Un magasin était situé sans doute au rez-de-chaussée, tandis que les trois étages étaient séparés par des mezzanines en bois.
Sous la domination des ducs de Savoie, le château de Champorcher avait été équipé d'un mur d'enceinte de 150 mètres de long avec un pseudo pont-levis.
Selon la tradition, le château avait sa propre chapelle, servant également d'église paroissiale du village. Elle se trouvait sans doute sur la Corserie, c'est-à-dire à l'endroit où se situe aujourd'hui le parvis de l'église paroissiale Saint-Nicolas.

## Histoire
Château valdôtain de type primitif, il remonterait au XIe ou au XIIe siècle, comme le château de Cly ou le château de Graines bâti par les seigneurs de Bard, qui dominaient la vallée de Champorcher, le fief de Châtel-Argent et les territoires correspondant aux communes actuelles d'Arnad, de Bard, de Donnas, de Hône, de Pont-Saint-Martin et de Vert, et qui visaient à garder le contrôle sur le passage le long de la route des Gaules en particulier grâce au fort de Bard.
Il fut brûlé par Hugues II de Bard entre il 1212 et 1214 lors de la guerre avec son frère Guillaume, fondateur de la famille de Pont-Saint-Martin, à l'époque où le bourg de Donnas fut également détruit. Hugues II, à la différence de son père Hugues Ier, avait pour but l'indépendance des comtes de Savoie, auxquels le premier avait juré sa fidélité.

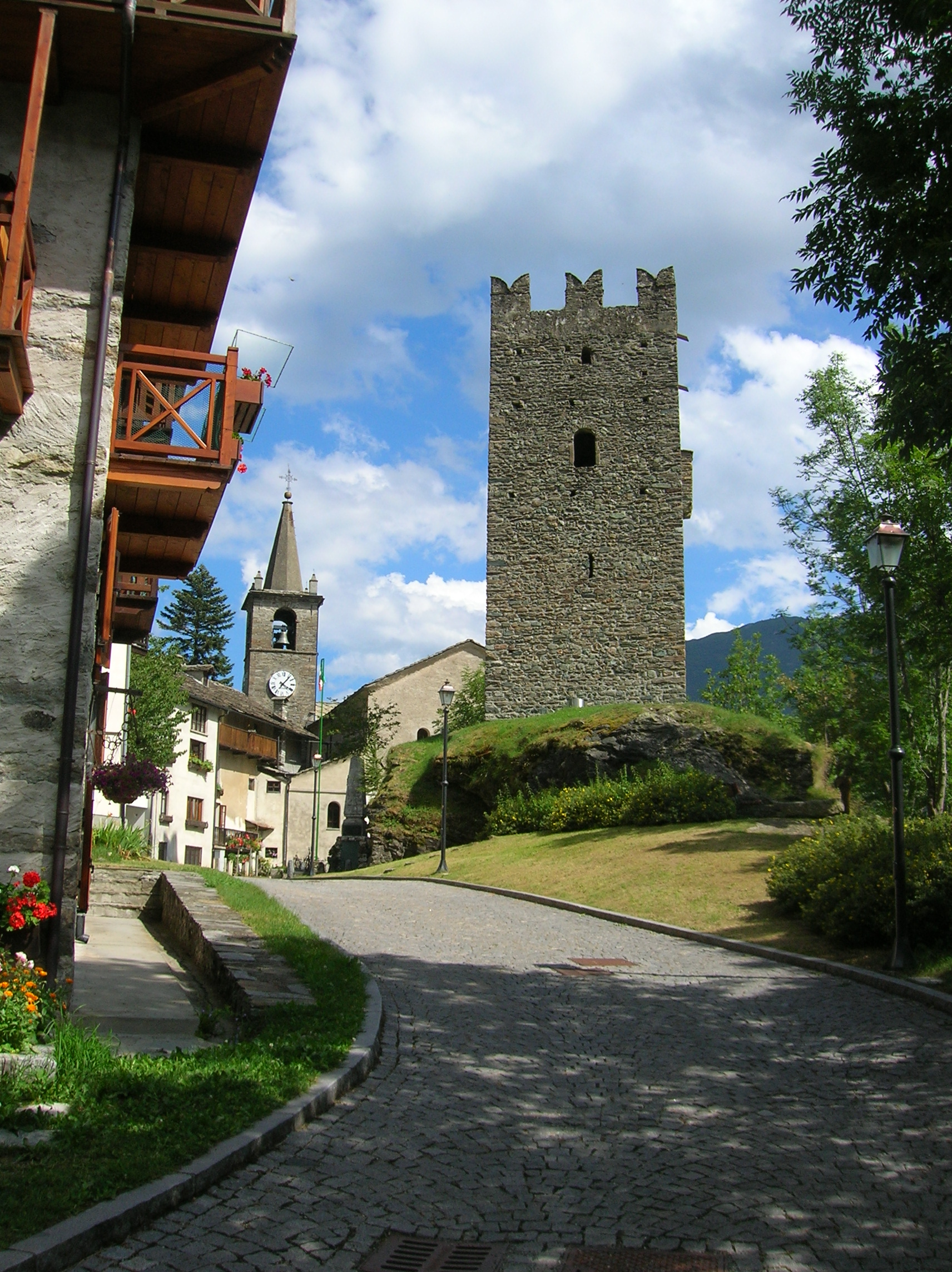
La tour et le clocher de l'église paroissiale Saint-Nicolas.

En 1242, Amédée IV de Savoie conquit la vallée de Champorcher.
La reconstruction du château a commencé sans doute avant 1276, mais il a été restauré complètement à partir de 1319-1320 par la maison de Savoie.
Entre le XIIIe et le XIVe siècle, le château est devenu un avant-poste militaire.
En 1590, les Savoie ont voulu rendre hommage aux personnalités fidèles, parmi lesquels des marchands, des officiers de l'armée et des fonctionnaires. Le fief de Champorcher et le château a été confié aux familles nobles locales suivantes : Riccarand, Bruiset, D'Albard, Tillier, Reverdin et Freydoz.
La commune de Champorcher a acquis les droits de propriété en 1861. La tour a été restaurée aux années 1980.